# Duygu Bal
Duygu Bal (Ankara, 25 marzo 1987) è una pallavolista turca.
Gioca nel ruolo di centrale nel Fenerbahçe Spor Kulübü.

## Carriera
Cresciuta pallavolisticamente nel settore giovanile del VakıfBank Güneş Sigorta Spor Kulübü, viene promossa in prima squadra nella stagione 2007, facendo così il suo esordio da professionista. Nella stagione del debutto nel massimo campionato turco, vince subito la Challenge Cup. Nel 2008 viene convocata per la prima volta in nazionale, con cui vince nel 2009 la medaglia d'argento alla European League.
Nella stagione 2010-11 viene ingaggiata dalla squadra italiana della Pallavolo Villanterio di Pavia, nella serie A1, con la quale però ottiene l'ultimo posto in campionato; nella stagione successiva passa al Fenerbahçe Spor Kulübü, club con il quale si aggiudica la Champions League 2011-12 rivestendo il ruolo di riserva.

## Palmarès

### Club
- Champions League: 1

2011-12
- Challenge Cup: 1

2007-08

### Nazionale (competizioni minori)
- European League 2009